# Fluitglas

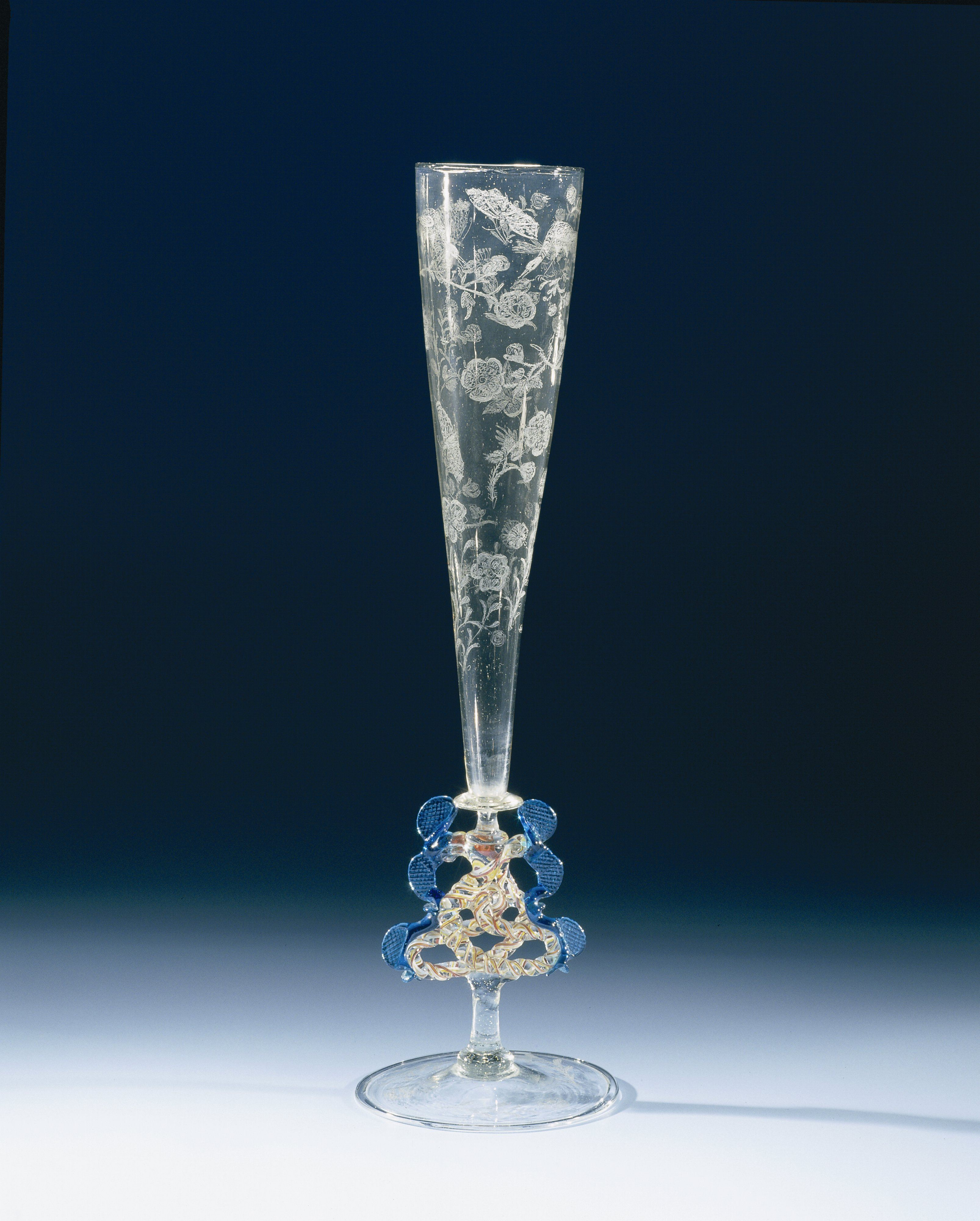
Fluitglas met bloemranken, vogels en insecten (Rijksmuseum)

Een fluitglas of flute is een hoog en smal, taps toelopend wijnglas dat vaak voorzien was van versieringen die met behulp van diamantgravure aangebracht waren. De stam van het glas is relatief gedrongen en hol. Het glas heeft een platte voet.
Fluitglazen kwamen vanaf 1550 in de mode, en waren tot ongeveer 1740 wijdverbreid. Tegenwoordig ziet men ook bierglazen die hoog zijn en taps toelopen. Een dergelijk glas wordt ook wel fluitje genoemd.